# Tadeusz Nowak (calciatore)
Tadeusz Nowak (Trzcinsko, 28 novembre 1944) è un ex calciatore polacco, di ruolo centrocampista o attaccante.

## Carriera

### Club
Cresciuto nel Legia Varsavia, nel 1979 si trasferisce al Bolton, squadra della prima divisione inglese nella quale rimane fino al 1981, anno del suo ritiro.
Vanta 12 presenze e 2 reti nelle competizioni UEFA per club e 22 incontri con 1 gol in First Division.

### Nazionale
Esordisce il 10 luglio del 1972 contro la Svizzera (0-0).